# Arborophila
Genre
Arborophila est un genre d'oiseaux de la famille des Phasianidae, dont les espèces sont appelées torquéoles.

## Liste d'espèces
D'après la classification de référence (version 14.2, 2024) du Congrès ornithologique international (ordre phylogénique) :
- Arborophila torqueola – Torquéole à collier
- Arborophila rufipectus – Torquéole de Boulton
- Arborophila mandellii – Torquéole de Mandelli
- Arborophila gingica – Torquéole de Sonnerat
- Arborophila rufogularis – Torquéole à gorge rousse
- Arborophila rubrirostris – Torquéole à bec rouge
- Arborophila diversa – (?)
- Arborophila cambodiana – Torquéole du Cambodge
- Arborophila ardens – Torquéole de Hainan
- Arborophila crudigularis – Torquéole de Formose
- Arborophila atrogularis – Torquéole à joues blanches
- Arborophila brunneopectus – Torquéole à poitrine brune
- Arborophila davidi – Torquéole de David
- Arborophila hyperythra – Torquéole de Bornéo
- Arborophila campbelli – Torquéole de Campbell
- Arborophila rolli – Torquéole de Roll
- Arborophila sumatrana – Torquéole de Sumatra
- Arborophila javanica – Torquéole de Java
- Arborophila orientalis – Torquéole de Horsfield